# Дмитренко Юлія Миколаївна
Дмитренко Юлія Миколаївна(11 листопада 1980 року у с.  Яхнівці   Волочиського району Хмельницької області) – поетеса, літературознавець. –  поетеса,літературознавець, членкиня  Національної спілки письменників України (2004 р.)).

## Життєпис
Дмитренко Юлія народилась 11 листопада 1980 року у с.  Яхнівці   Волочиського району Хмельницької області) у родині Миколи Дмитренка. У 2002 році закінчила Київський національний університет імені Тараса Шевченка Дочка Миколи Дмитренка. Від 2006  року працює редактором журналу «Слово і час».

## Творчість
Дмитренко Юлія Миколаївна підготувала і видала поетичні збірки
- «Піду до зірок» (1995 рік)
- «Небо душі» (1998 рік)
- «Білокрила дорога» (2003)

Поетеса - авторка літературознавчих досліджень «Студії з філології» (2000 рік), «Орнітоморфні символи в поезії В. Голобородька» («СіЧ», 2002, № 7), «Фольклорна традиція та авторське “Я”: поезія Василя Голобородька» (К., 2007) та ін.

## Досягнення
- - стала членкинею Національної спілки письменників України (2004 р.)).
- - отримала вчену ступінь кандидатав філологічних наук (2005 рік)